# Red Dead Redemption
Red Dead Redemption is een videospel, ontwikkeld door Rockstar San Diego en uitgegeven door Rockstar Games op 21 mei 2010. Het is de opvolger van Red Dead Revolver, dat in 2004 uitkwam.
Het spel heeft in 2010 de GameSpot's Game of the Year-prijs gewonnen.

## Uitgave
Red Dead Redemption zou oorspronkelijk op 29 april 2010 in de winkels liggen. De ontwikkelaar liet in maart echter weten een paar weken langer aan het spel te willen werken om er zeker van te zijn dat de game van de "hoogste kwaliteit" zou zijn. Hierop werd bekendgemaakt dat het spel pas zou worden uitgebracht op 18 mei in de VS en op 21 mei in Europa. De game was aangekondigd als geschikt voor spelers van 16 jaar en ouder maar werd uitgebracht voor spelers van 17 jaar en ouder (18 in Europa).

## Samenvatting
Het verhaal begint in 1911, wanneer John Marston, een voormalige outlaw, weggehouden wordt van zijn gezin door het Bureau of Investigation (BOI). De staat wil John amnestie verlenen als hij de overblijvende leden van zijn oude bende inrekent of doodt. John gaat tegen wil en dank akkoord en vertrekt om Bill Williamson op te sporen, die nu zijn eigen bende leidt. John confronteert Bill met zijn opdracht bij diens uitvalsbasis Fort Mercer, waarbij hij neergeschoten wordt en voor dood wordt achtergelaten. Een lokale rancher, Bonnie McFarlane, vindt de gewonde John en brengt hem naar haar ranch voor verzorging. Enkele dagen later begint John Bonnie terug te betalen voor haar hulp in de vorm van klusjes in en rond de ranch. Gedurende deze tijd werkt John samen met de U.S. Marshal Leigh Johnson, diens hulpsheriffs, de slangenolieverkoper en oplichter Nigel West Dickens, de grafrover Seth Briars en een wapenhandelaar die bekend staat als "Irish". Hij voert verschillende opdrachten uit in ruil voor hulp bij een aanval op Fort Mercer, de uitvalsbasis van Bill. John en zijn groep bestormen het fort met succes en verslaan de bende van Bill. Dan blijkt dat Bill zelf al naar Mexico gevlucht is om de hulp te vragen van Javier Escuella, een ander lid van Johns voormalige bende.
In Mexico werkt John samen met kolonel Augustín Allende en kapitein Vincente de Santá van het Mexicaanse leger, om een door rebellen geleide opstand de kop in te drukken. In ruil hiervoor zal Allende immers Javier en Bill inrekenen en uitleveren aan John. Allende probeert echter om John te verraden waardoor hij hem dwingt samen te werken met de rebellen. Met de hulp van de oude "revolverheld" Landon Ricketts en rebellenleider Abraham Reyes, leidt John de aanval op een fort van het Mexicaanse leger waarbij Javier gedood of gevangengenomen wordt. Bij de bestorming van de rebellen onder leiding van Reyes, worden Bill en Allende gedood, hetzij door Reyes of door John. Reyes grijpt de macht en rukt op naar de Mexicaanse hoofdstad en John keert terug naar zijn boerderij.
Tot zijn ongenoegen laten Edgar Ross en Archer Fordham, twee Bureau-agenten, Johns familie niet vrij tot ook het laatste oud-bendelid, Dutch van der Linde, uitgeschakeld wordt. John voegt zich bij Ross en Fordham en een groepje soldaten van het Amerikaanse leger bij het innemen van het kamp van Dutch en zijn Indianen. John achtervolgt Dutch tot een klif, die een breed uitzicht biedt over de rivier en de bergen van Tall Trees. Dutch is bereid om de ultieme tol te betalen en pleegt zelfmoord door zich van de rots de diepte in te werpen. Ogenblikken voor hij stierf, waarschuwde hij John dat de overheid altijd een nieuw 'monster' zal vinden om hun daden te legitimeren. John heeft zijn kant van de deal ingelost en keert terug naar zijn familie. Na een periode wordt John gedwongen om een door het leger en door Ross geleide aanval op zijn boerderij af te slaan. Ondanks de deal heeft Ross besloten dat John de ultieme prijs moet betalen voor zijn misdaden die hij heeft gepleegd tijdens zijn bendeverleden. John slaagt erin de eerste golven van de aanval af te slaan en zijn zoon en vrouw, Jack en Abigail, in veiligheid te brengen. Uncle, een oude vriend van de familie, sterft echter tijdens de gevechten. Eens zijn familie in veiligheid is gebracht wordt John tijdens een 'last stand' door Ross en het Amerikaanse leger doorzeefd met kogels. John wordt begraven door zijn familie op de heuvel die uitzicht biedt op de ranch en in de verte op Nekoti Rock.
Het verhaal springt vervolgens drie jaar verder naar 1914 wanneer Jack Marston bij het graf van zijn ouders staat. Hij loopt weg en besluit op zoek te gaan naar de inmiddels gepensioneerde Edgar Ross. Uiteindelijk vindt Jack Ross aan de oever van de rivier in Mexico, waar Ross met zijn broer op eenden aan het jagen is. De twee duelleren en Ross delft het onderspit. Na Ross gedood te hebben, loopt Jack weg met verwarde blik op zijn revolver. Nu hij zijn vader gewroken heeft, komt Jack gevaarlijk dicht in de buurt van een leven als outlaw, datgene juist waar John voor gestorven is in zijn poging om dit te vermijden.
Een krant vat vervolgens het lot van John Marstons metgezellen samen. Marshal Leigh Johnson vertrekt met pensioen en verhuisde dan naar eigen zeggen zover mogelijk van Armadillo vandaan. Abraham Reyes die zijn land de vrijheid beloofde, werd verteerd door macht en werd een nog grotere tiran dan Allende. Bonnie MacFarlane trouwt uiteindelijk toch. Irish schiet zichzelf per ongeluk dood wanneer zijn revolver ongewild afgaat. Seth Briars vindt ten slotte toch de schat waarnaar hij de hele tijd op zoek was en werd rijk. Landon Ricketts, ten slotte, stierf stilletjes in zijn slaap.

## Multiplayer
De multiplayer van Red Dead Redemption is verdeeld in twee onderdelen, Free Roam & de algemene PvP (Player vs. Player). De free-roam-mode is opgebouwd als een soort GTA-role-playing-game. Hierbij kan met een mogelijke posse (groep van maximaal 8 spelers) gejaagd worden op wilde dieren, gang-hideouts worden overgenomen en kunnen er hevige conflicten ontstaan tussen verschillende possies en computergestuurde A.I. of ook wel genoemd "bots". Het overnemen van gang-hideouts levert de speler ervaring op waardoor nieuwe levels beschikbaar worden. Nieuwe levels leveren de speler nieuwe wapens, characters en mounts (paarden, stieren of bizons) op om de speler sneller te kunnen verplaatsen over de enorme wereld van Red Dead Redemption.

### PvP
Het tweede gedeelte van de multiplayer van Red Dead Redemption is het PvP-gedeelte, hierbij kan de speler plaatsnemen in bijvoorbeeld Team Deathmatch, Capture The Bag of Free For All. Het winnen van een wedstrijd levert de speler ook ervaring op maar in het algemeen is dit minder dan de ervaring die te verkrijgen is in de freeroam.

### Wapens
Het verwerven van wapens in Free Roam hangt af van het level van de speler. Van level 1 tot en met level 50 zijn de wapens vrij te spelen. Echter, in Free Roam kan de speler ook wapens die hij nog niet vrijgespeeld heeft, bijvoorbeeld van gedode vijanden/medespelers, opnemen en ze voor de rest van de speeltijd gebruiken. Ook wanneer de speler sterft, blijven die wapens in zijn inventaris zitten. Wanneer de speler echter de speelsessie afsluit en later een nieuwe begint, zullen in de inventaris van de speler enkel de wapens te vinden zijn die hij vrijgespeeld heeft. Daarnaast zijn er, verspreid over de hele Frontier, wapens te vinden, vooral in Gang Hideouts die op elk moment kunnen worden buitgemaakt en vervolgens ook weer de hele speeltijd gebruikt kunnen worden.
In PvP heeft de speler niet de mogelijkheid zich uit te rusten met wapens naar keuze. Afhankelijk van de map en de gamemode zal de speler (en overigens ook zowel het vriendschappelijke als vijandelijke team) over een specifieke combinatie van wapens beschikken. Verder zijn er op bepaalde plaatsen in de map ook, net zoals munitie, andere en betere wapens te vinden. Wanneer de speler sneuvelt, zal hij deze wapens niet meer in zijn bezit hebben. Die wapens zijn overigens moeilijker te verkrijgen aangezien ze zich vaak op zogenaamde hotspotsbevinden of op plaatsen waar de dekking voor vijandelijk vuur minimaal is. Bovendien zal er in deze wapens een minimale hoeveelheid van munititie zijn, daarom is het belangrijk snel dekking te zoeken en op zoek te gaan naar munitiekistjes, eens het wapen verkregen.

## Downloadbare content
- Legends and Killers - Bevat: multiplayercontent, singleplayerwapen
- Liars and Cheats - Bevat: multiplayercontent, singleplayerwapen
- Myths & Mavericks - Bevat: multiplayercontent
- Hunting and Trading - Bevat: singleplayeroutfits
- Outlaws To The End - Bevat: co-op-missies
- Undead Nightmare - Bevat: singleplayermissies
- Undead Nightmare collectie - Bevat: Undead Nightmare, Legends and Killers, Liars and Cheats, Outlaws To The End
- Deadly Assassin - Bevat: - Bevat: singleplayeroutfit
- War Horse - Bevat: singleplayerpaard
- Golden Guns - Bevat: gouden singleplayerwapens

## Edities
De volgende varianten zijn verschenen in de winkels
- Red Dead Redemption - Bevat: game
- Red Dead Redemption Pre-Order - Bevat: game, Deadly Assassin, War Horse, Golden Guns
- Undead Nightmare - Bevat: Undead Nightmare, Legends and Killers, Liars and Cheats, Outlaws To The End
- Game of the Year - Bevat: game, alle downloadbare content

## Ontwikkeling
Een trailer van het project werd in 2005 aan een select aantal mensen getoond tijdens de Sony conference. Op 4 februari 2009 werd de eerste trailer aangekondigd door Rockstar Games.
Op 6 mei 2009 kwam de debuuttrailer beschikbaar op de officiële websites van IGN en Rockstar. Het spel zal ontwikkeld worden met gebruik van de Rockstar Advanced Game Engine, die ook voor Grand Theft Auto IV en Midnight Club: Los Angeles werd gebruikt met middleware, waaronder NaturalMotion's Euphoria animation engine.
De tweede trailer werd officieel uitgebracht op 1 december 2009, getiteld My Name is John Marston, en gaf informatie over het hoofdpersonage van het spel. De officiële release voor 
Europa was op 21 mei 2010.

## Cast
- John Marston - Rob Wiethoff
- Bill Williamson - Steve J. Palmer
- Bonnie McFarlane - Kimberly Iron
- Marshal Leigh Johnson - Anthony De Longis
- Nigel West Dickens - Don Creech
- Seth Briars - Kevin Glikmann
- Irish - K. Harrison Sweeney
- Javier Escuella - Antonio Jaramillo
- Augustín Allende - Gary Carlos Cervantes
- Vincente de Santá - Hector Luis Bustamante
- Landon Ricketts - Ross Hagen
- Abraham Reyes - Josh Segarra
- Luisa - Francesca Galeas
- Edgar Ross - Jim Bentley
- Archer Fordham - David Wilson Barnes
- Dutch van der Linde - Benjamin Byron Davis
- Abigail Marston - Sophie Marzocchi
- Jack Marston - Josh Blaylock
- Charles Kinnear/Howard Sawicki - Patch Darragh

## Vervolg
Op 16 en 17 oktober 2016 werden de eerste teasers door Rockstar online gezet die op een vervolg duiden. Op 18 oktober 2016 is het vervolg van Red Dead Redemption, Red Dead Redemption 2, officieel door Rockstar aangekondigd. Deze is op 26 oktober 2018 uitgebracht.